# Xã Egan, Quận Mountrail, Bắc Dakota
Xã Egan (tiếng Anh: Egan Township) là một xã thuộc quận Mountrail, tiểu bang Bắc Dakota, Hoa Kỳ. Năm 2010, dân số của xã này là 36 người.